# U-Bahnhof Blaschkoallee

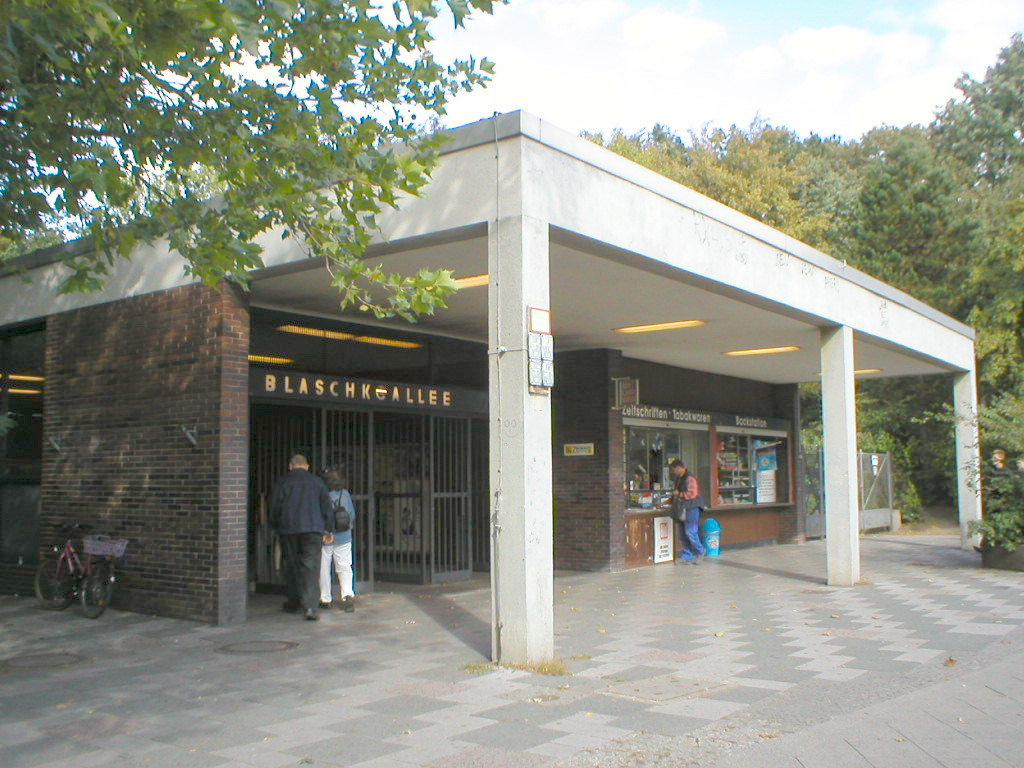
Eingangsgebäude an der Blaschkoallee

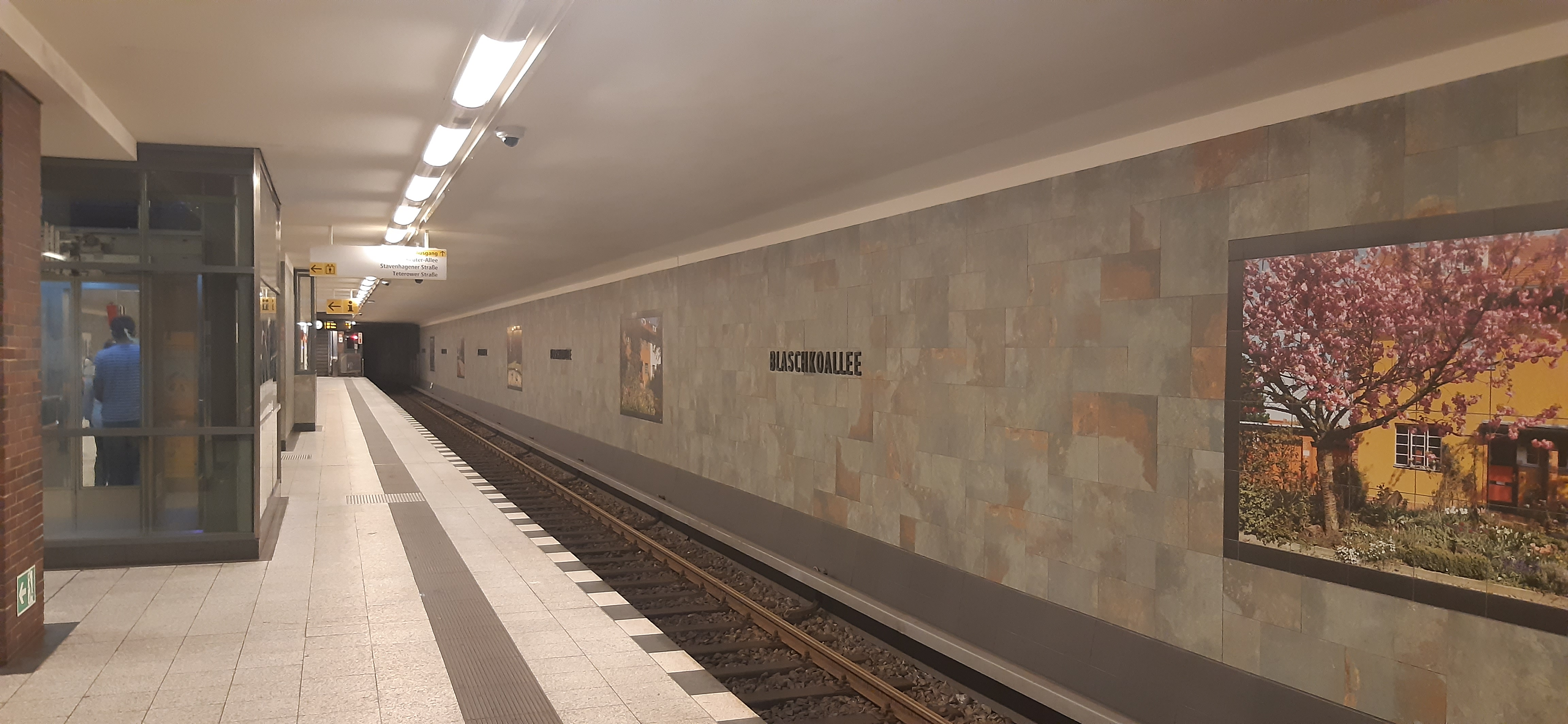
Bahnsteig

Der U-Bahnhof Blaschkoallee ist eine Station der Berliner U-Bahn-Linie U7. Er ist Teil der ersten Südwestverlängerung der U7 nach den 1930er Jahren, deren Zugangsbauwerke von Werner Düttmann entworfen wurden. Die Eröffnung fand am 28. September 1963 statt. Der Bahnhof liegt im Ortsteil Britz quer zur namensgebenden Blaschkoallee und südlich des Parks am Buschkrug. Die Wände des Bahnhofs wurden bauzeittypisch schlicht mit weißen Keramikfliesen, die Stützen mit roten Klinkern verkleidet, inzwischen allerdings ausgetauscht. Er wird im Bahnhofsverzeichnis der BVG als Bl bezeichnet.
Der Bahnhof besitzt eine Rolltreppe und seit dem 10. Juli 2014 einen Aufzug, sodass er barrierefrei zugänglich ist. Für 2013 war die Sanierung des Bahnhofs geplant, die dann verspätet im Juli 2014 folgte. Ein Aufzug wurde in 18 Monaten Bauzeit eingebaut, die Kosten hierfür beliefen sich auf 900.000 Euro.

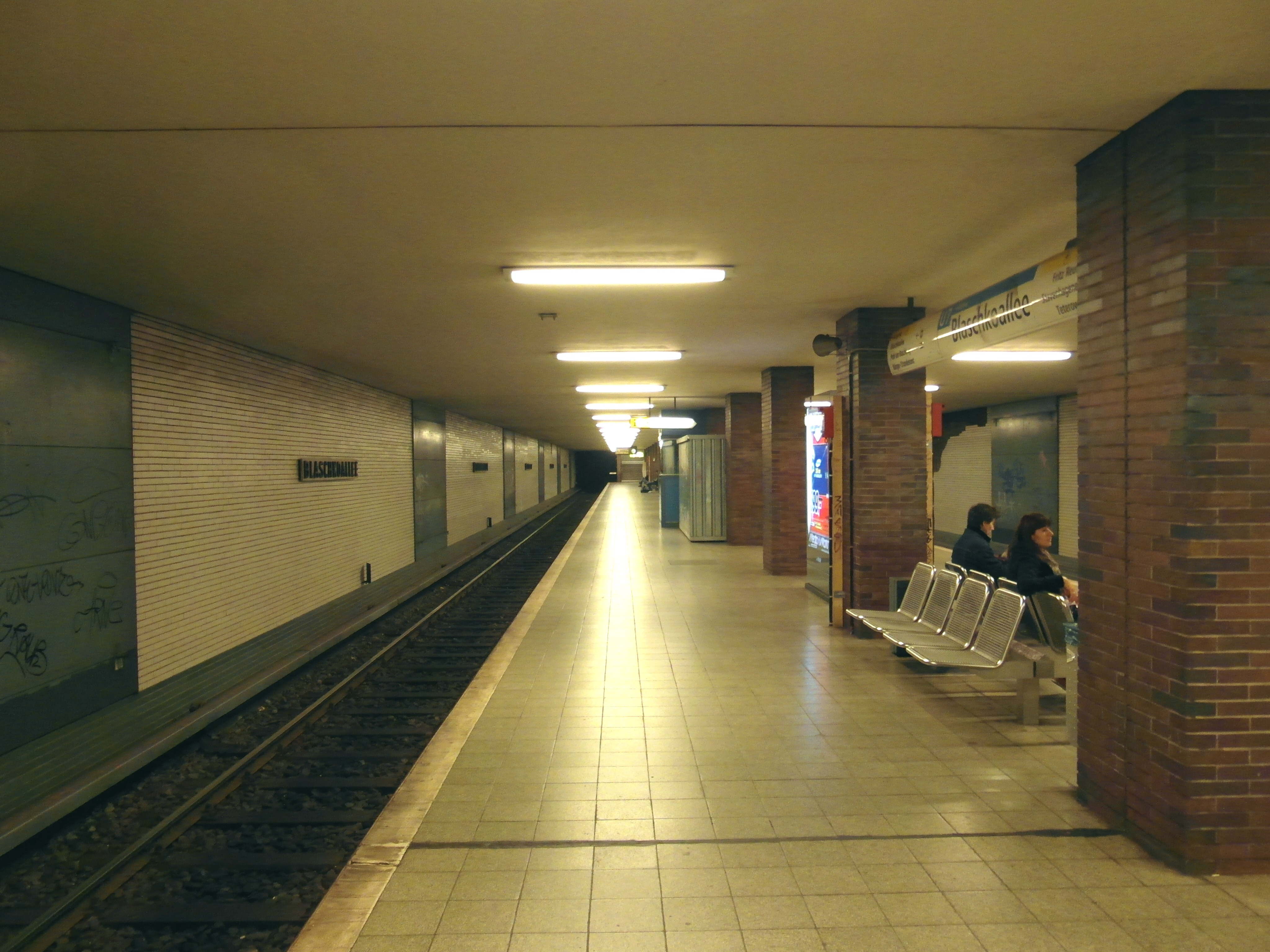
Bahnsteig vor der Sanierung
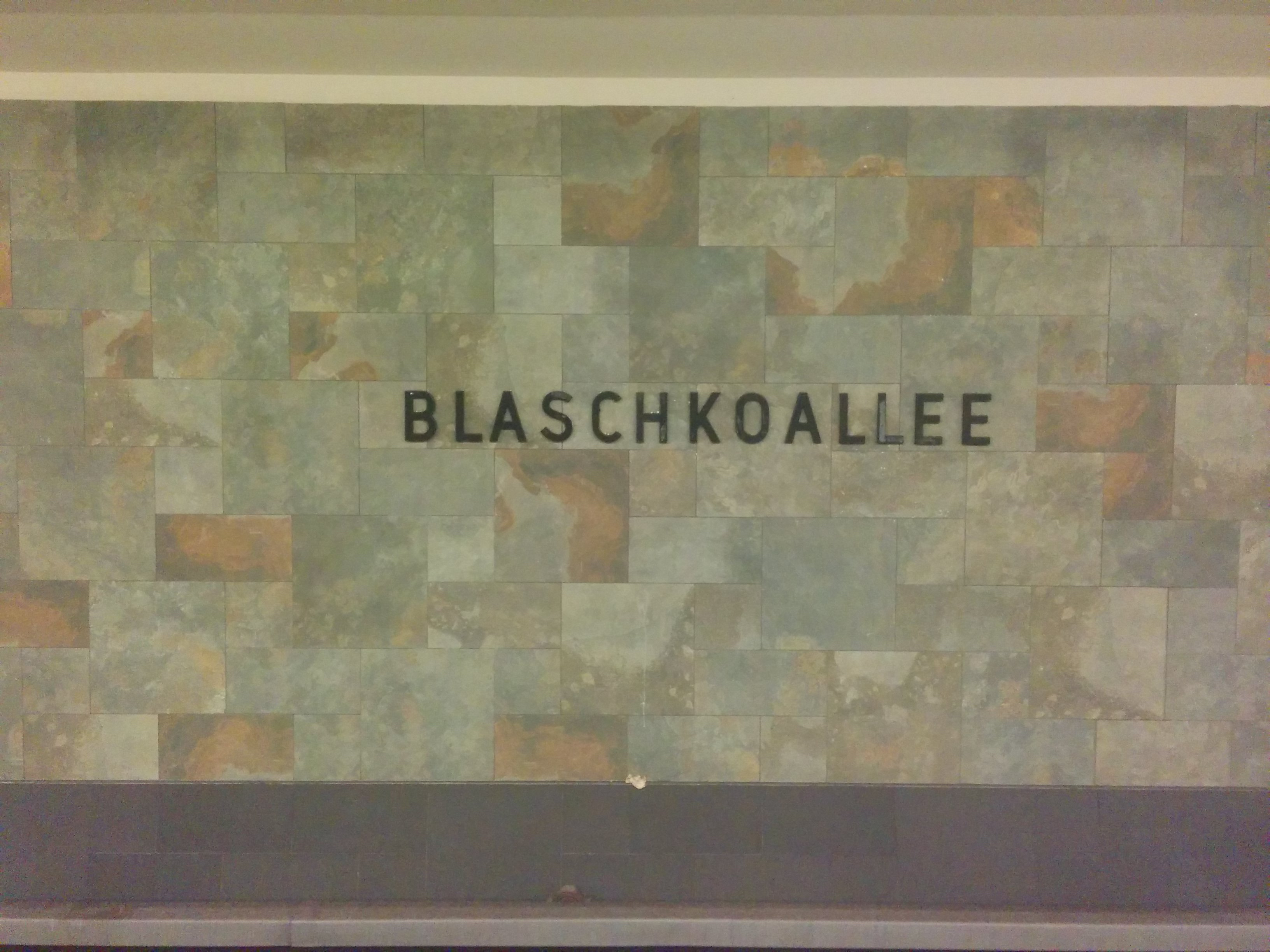
Stationsname nach der Sanierung

## Anbindung
| Linie | Verlauf |
| ----- | --- |
|       | Rathaus Spandau – Altstadt Spandau – Zitadelle – Haselhorst – Paulsternstraße – Rohrdamm – Siemensdamm – Halemweg – Jakob-Kaiser-Platz – Jungfernheide – Mierendorffplatz – Richard-Wagner-Platz – Bismarckstraße – Wilmersdorfer Straße – Adenauerplatz – Konstanzer Straße – Fehrbelliner Platz – Blissestraße – Berliner Straße – Bayerischer Platz – Eisenacher Straße – Kleistpark – Yorckstraße – Möckernbrücke – Mehringdamm – Gneisenaustraße – Südstern – Hermannplatz – Rathaus Neukölln – Karl-Marx-Straße – Neukölln – Grenzallee – Blaschkoallee – Parchimer Allee – Britz-Süd – Johannisthaler Chaussee – Lipschitzallee – Wutzkyallee – Zwickauer Damm – Rudow |

Am U-Bahnhof bestehen Umsteigemöglichkeiten von der Linie U7 zum Busnetz der BVG.